# シューアイス
シューアイスはシュー生地の中にアイスクリームを詰めた氷菓・シュークリームの一種。
洋菓子のヒロタが1964年3月に製造したのが始まり。
シャトレーゼや不二家、セブンプレミアムなどからも販売されており、銀座コージーコーナーからは「アイスシュー」という名前で販売されている。パルナス製菓からは「マロース」という名前で販売されていた。
揚げアイスを作る際にも使用されることもある。